# Stade Swangard
 (mars 2025).
Le Stade Swangard est un stade multifonction situé à Burnaby au Canada (dans la province de Colombie-Britannique).

## Histoire
Construit en 1969, il est utilisé par les Whitecaps de Vancouver ainsi que par des équipes de rugby à XV, de football canadien et de crosse. Il possède également une piste et des installations pour les épreuves d’athlétisme.
Pouvant accueillir 6 868 spectateurs (5 288 pour le soccer), sa capacité a été provisoirement augmentée à 10 000 places pour la Coupe du monde de football des moins de 20 ans 2007.